# Melanopolia frenata
Melanopolia frenata är en skalbaggsart som beskrevs av Bates 1884. Melanopolia frenata ingår i släktet Melanopolia och familjen långhorningar.
Artens utbredningsområde är Gabon. Inga underarter finns listade i Catalogue of Life.